# Radio Hello (singel)
Radio Hello – pierwszy singel promujący album "Folkorabel" zespołu ENEJ.

## Notowania
| Lista                       | Pozycja |       |
| --------------------------- | ------- | ----- |
| Polish Airplay Chart        | 1       | [ 1 ] |
| RMF FM – POPLista           | 1       | [ 2 ] |
| Wietrzne Radio – Top 15     | 1       | [ 3 ] |
| Szczecińska Lista Przebojów | 1       | [ 4 ] |
| Eska – Gorąca 20            | 1       | [ 5 ] |

## Nagrody i nominacje
| Rok  | Nagroda          | Kategoria                       | Rezultat  |       |
| ---- | ---------------- | ------------------------------- | --------- | ----- |
| 2011 | Plebiscyt RMF FM | Przebój Lata 2011 – Radio Hello | Wygrana   | [ 6 ] |
| 2011 | Plebiscyt RMF FM | Przebój Roku 2011 – Radio Hello | V miejsce | [ 7 ] |